# Hélder Lima de Queiroz
Hélder Lima de Queiroz (Pirapora, 1963) è un biologo, ittiologo e primatologo brasiliano.
Si laureò nel 2000 alla Saint Andrews University (Scozia), con una tesi in Biologia Evolutiva e Comportamentale al titolo "Storia naturale e conservazione del pirarucu, Arapaima gigas, nella várzea amazzonica: giganti rossi in acque fangose", con la biologa delle popolazioni Anne Magurran.
È membro della facoltà di zoologia del Museu Paraense Emílio Goeldi di Belém, oltre che direttore dell'"Instituto de Desenvolvimento Sustentável Mamirauá" nello Stato dell'Amazonas.
Queiroz ha scoperto e descritto scientificamente nel 1992 una nuova specie di scimmia (Cebus kaapori Queiroz, 1992): un'altra specie (Cebus queirozi Mendes Pontes & Malta, 2006) è stata a lui intitolata.
Attualmente, lo studioso è al lavoro sulle abitudini di caccia, l'etnozoologia, la conservazione del pesce e l'educazione ambientale delle comunità di indios amazzoniche.

## Opere
- SOUSA, L. L.; QUEIROZ, H. L.; AYRES, J. M. 2006. The mottled-face tamarin, Sguinus inustus, in the Amanã Sustainable Development Reserve. Neotropical Primates, Vol. 12, 121-122.
- QUEIROZ, H. L. 1992. A new species of capuchin monkey, genus Cebus Erxleben, 1777 (Cebidae: Primates) from Eastern Brazilian Amazonia. Goeldiana, Zoologia Vol. 15, 1-13.
- QUEIROZ, H. L. 1994. Preguiças e Guaribas: Os Mamíferos Folívoros Arborícolas do Mamirauá. Brasília: Sociedade Civil Mamirauá & CNPq. 120 pp.
- QUEIROZ, H. L.; MAGURRAN, A. E. 2005. Safety in Numbers? Schoaling behaviour of the Amazonian red-bellied piranha. Biological Letters of the Royal Society, Vol. 1, n. 2, 155-157.

1. ↑  Boletim do Museu Paraense Emílio Goeldi: Série ciências naturais - Volume 1, Numéro 1 - Page 258 Museu Paraense Emílio Goeldi, Brazil. Ministério da Ciência e Tecnologia - 2005 "Hélder Lima de Queiroz : em prol da preservação da natureza. Foi um dos cientistas brasileiros mais premiados na área de Conservação da Biodiversidade, especialista em criação e gestão de Unidades de Conservação, ..."